# 三菱Colt 800
三菱Colt 800（日语：三菱・コルト800）乃日本新三菱重工業（三菱汽車前身）從1965年至1971年之間製造發售的雙門五人座斜背轎車，本條目一併記述其衍生車型Colt 1000F、Colt 1100F及Colt 11F等車款。

## 發展概要
1960年代初期為了因應通商產業省於1955年5月18日提出「國民車構想」，新三菱重工業開發出三菱500，後來推出馬力更大的三菱Colt 600。直到1960年代中期，為了切入800c.c.級距的汽車市場與大發Compagno、馬自達Familia一較高下，該公司正式發展出此一車款。它乃是由旗下位於岡山縣的水島製作所負責研發製造，該製作所曾經是三輪卡車三菱Mizushima的生產基地，也正在生產第一代三菱Minica的輕型車。因此這個車款一開始搭載二衝程引擎，也是建立在Minica的基礎之上。至於隸屬同一集團的名古屋製作所及京都製作所，雖然負責製造過國產化的三菱Jeep和三菱Silver Pigeon速克達，但他們所製造發售的三菱Colt 1000卻是屬於四衝程循環的引擎，和三菱Colt 800大相逕庭。因此該車款與先發的Colt 1000並沒有技術上的關聯性，但近似的級距卻可能引發公司內部競爭，當時的三菱重工業竟允許水島和名古屋兩家工廠分散物力、人力資源進行雙重投資，暴露出該集團制度僵化的缺失。於是三菱重工業在1970年6月將汽車部門獨立成三菱汽車之前，不得不整頓汽車開發之體制。

## 歷史

### Colt 800
1965年 - 11月水島製作所研發製造的Colt 800問世，外觀採用當時車壇流行的雙門斜背轎車造型，系出同門的Colt 1000則採較為保守的凹背車造型。動力心臟為一具843c.c.直列三缸水冷式二衝程3G8型引擎，最大馬力45ps / 4,500rpm、最大扭力8.4kgm / 3,000rpm。該車款和三菱Minica同樣採取前置後驅的佈局方式，前輪的懸吊系統由雙A臂與橫向葉片彈簧組成，後輪則由樑式車軸與葉片彈簧組成。在當時的日本車壇中，Colt 800與鈴木Fronte 800是少數搭載直列三缸二衝程引擎的車款，縱使擁有120°等間隔點火的平順運轉之特性，但相較於多數競爭對手採用直列四缸四衝程引擎並沒有勝算。此外，1965年11月第一代馬自達Familia改換1.0L新引擎，1966年4月搭載1.0L引擎的日產Sunny上市，同年5月則是速霸陸1000，11月為豐田Corolla。日本車壇最競爭的級距已經演變成以1.0L引擎為主力，難怪銷售成績萎靡不振。

### Colt 1000F
1966年 - 9月為了抗衡其他對手，改用和三菱Colt 1000同樣的四衝程循環977c.c.直列四缸OHV KE43型引擎，可輸出51ps / 6,000rpm的最大馬力及7.3kg・m / 3,800rpm的扭力峰值，極速可達125km/h。車名改稱Colt 1000F，其中「F」代表「Fastback斜背車」。同時追加二門皮卡車型的Colt Truck。
1967年 - 8月再追加三門揭背車的新車型。

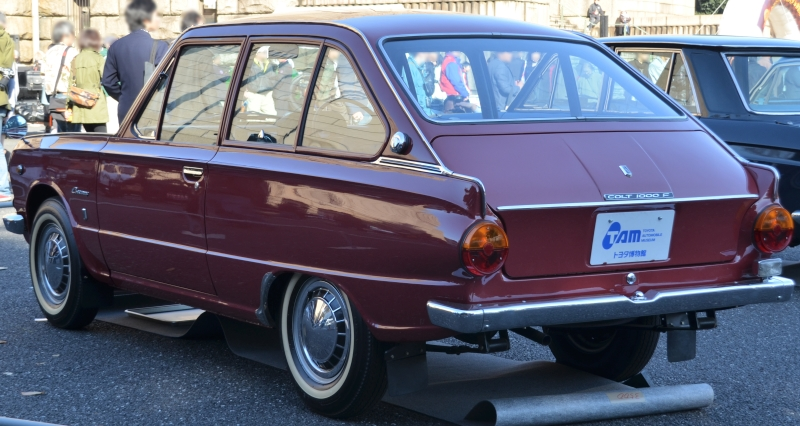
車尾

### Colt 1100F
1968年 - 8月實施小改款，動力來源換成和三菱Colt 1100相同的1,088c.c.直列四缸OHV KE44型引擎，稱為Colt 1100F（「F」依然代表「Fastback斜背車」），同時追加四門轎車車型。同年10月發行性能版本的「Colt 1100F Super Sports」，搭載雙化油器的1,088c.c.直列四缸OHV KE44型引擎，可搾出73ps的最大馬力，極速可達155km/h。

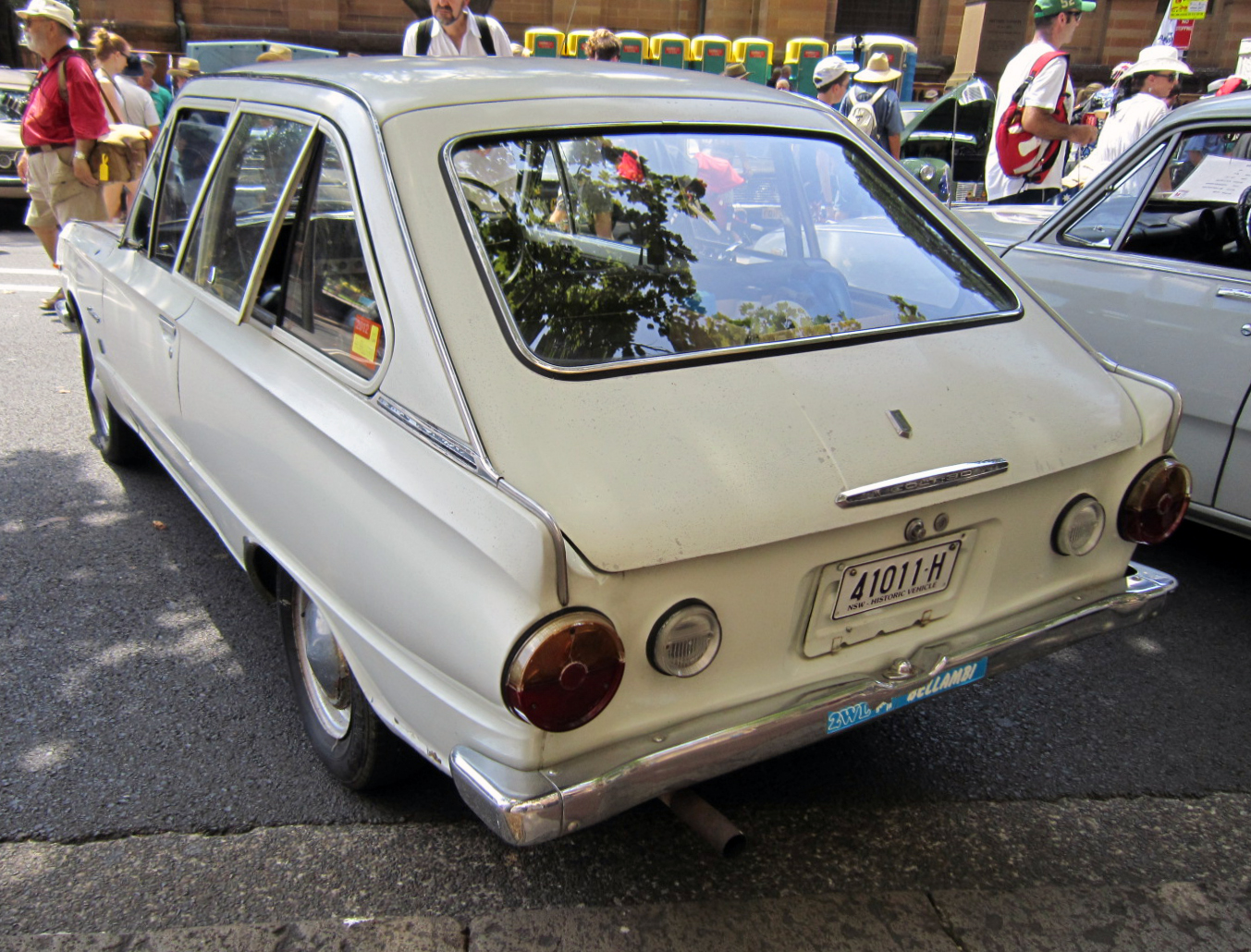
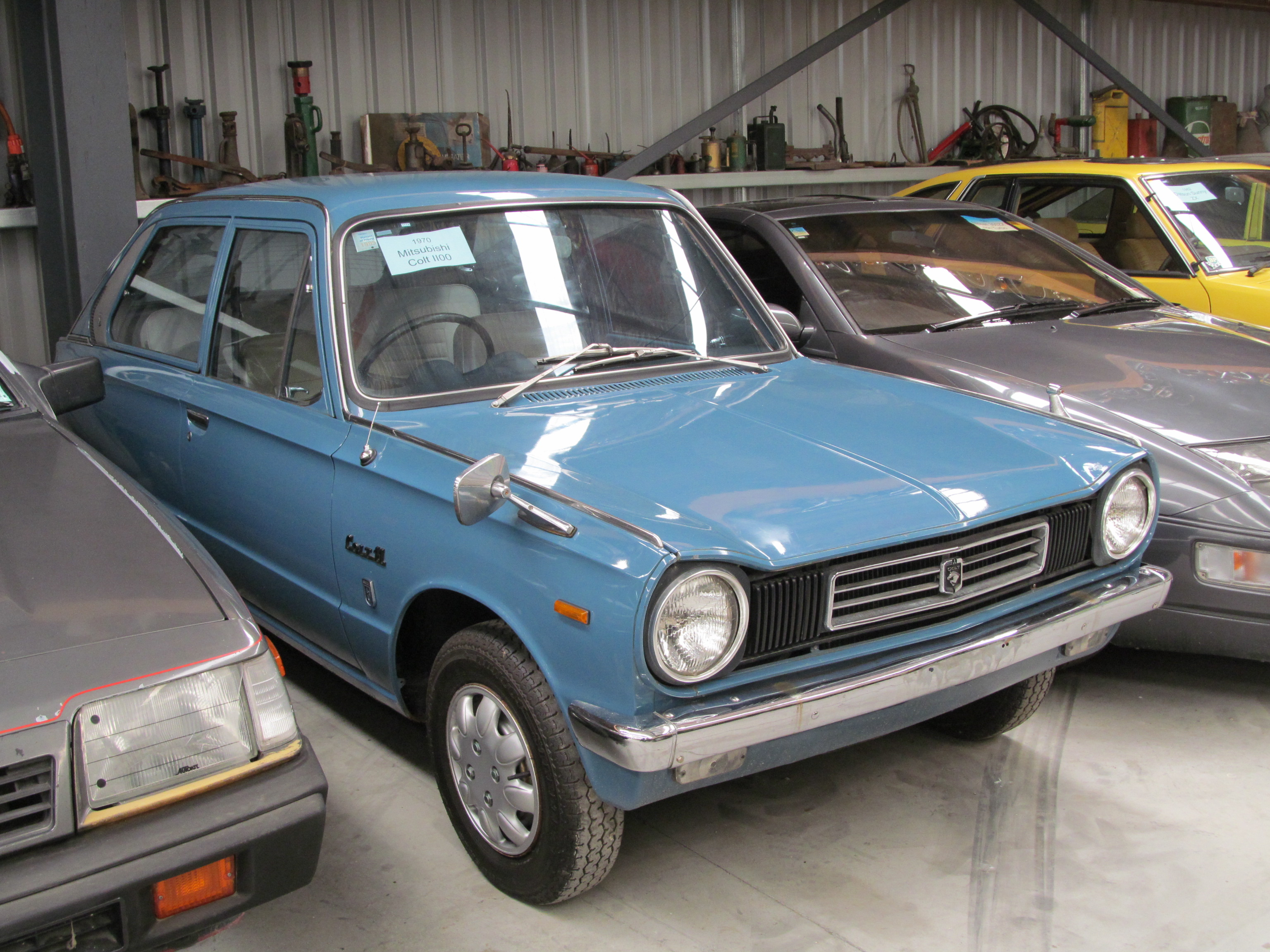

### Colt 11F
1969年 - 5月停產Colt 1000F，並將原1100F之車名改成11F（底盤平台代號A82）。取消頂部絞鏈式後側窗，改成一扇可向外推開的窗戶。更新進氣壩之造型，依然配置1,088c.c.直列四缸OHV KE44型引擎，並有五種不同的車身風格可供選擇。10月將「11F Super Sports」車名縮短成「11F SS」，同樣搭載最大馬力73ps版本的KE44型引擎，但僅有二門斜背的車身可供選擇。
1971年 - 10月正式停產，總共售出176,326輛的成績。

## 外部連結
- （日語）名車文化研究所：三菱コルト800 （页面存档备份，存于）
- （日語）名車文化研究所：三菱コルト1000F （页面存档备份，存于）
- （日語）名車文化研究所：三菱コルト11F （页面存档备份，存于）